# Jak wychować tatę
Jak wychować tatę (ang. Raising Dad, 2001–2002) – amerykański serial komediowy stworzony przez Jonathana Katza. W serialu występują Bob Saget, Kat Dennings, Brie Larson, Riley Smith, Beau Wirick i Jerry Adler.
Jego światowa premiera odbyła się 5 października 2001 roku na kanale The WB. Ostatni odcinek został wyemitowany 10 maja 2002 roku. W Polsce serial nadawany był na kanale TVP1.

## Obsada
- Bob Saget jako Matt Stewart
- Kat Dennings jako Sarah Stewart
- Brie Larson jako Emily Stewart
- Jerry Adler jako Sam Stewart
- Fred Stoller jako Bert
- Meagan Good jako Katie
- Riley Smith jako Jared Ashby
- Beau Wirick jako Evan
- Camille Guaty jako Olivia
- Tembi Locke jako wicedyrektor Liz Taylor

## Spis odcinków
| N/o            | Tytuł angielski                |
| -------------- | ------------------------------ |
|                |                                |
| SERIA PIERWSZA |                                |
|                |                                |
| 01             | Pilot                          |
|                |                                |
| 02             | Sex Ed                         |
|                |                                |
| 03             | Baby, You Can't Drive My Car   |
|                |                                |
| 04             | For Mature Audiences Only      |
|                |                                |
| 05             | Fight for Your Right to Party  |
|                |                                |
| 06             | We'll Always Have Scrabble     |
|                |                                |
| 07             | The Drama Club                 |
|                |                                |
| 08             | The New Room                   |
|                |                                |
| 09             | Teacher Evaluations            |
|                |                                |
| 10             | Matt&Sarah@Gossip.com          |
|                |                                |
| 11             | First Date                     |
|                |                                |
| 12             | Sam's Enchanted Evening        |
|                |                                |
| 13             | Mentor Matt                    |
|                |                                |
| 14             | The Math Problem               |
|                |                                |
| 15             | Attending a Family Dysfunction |
|                |                                |
| 16             | Miss Communication             |
|                |                                |
| 17             | A Kiss is Still a Kiss         |
|                |                                |
| 18             | Home Plates                    |
|                |                                |
| 19             | The House of Stewart           |
|                |                                |
| 20             | Bully                          |
|                |                                |
| 21             | Daughter Nose Best             |
|                |                                |
| 22             | Losing It                      |
|                |                                |